# Округа Франции

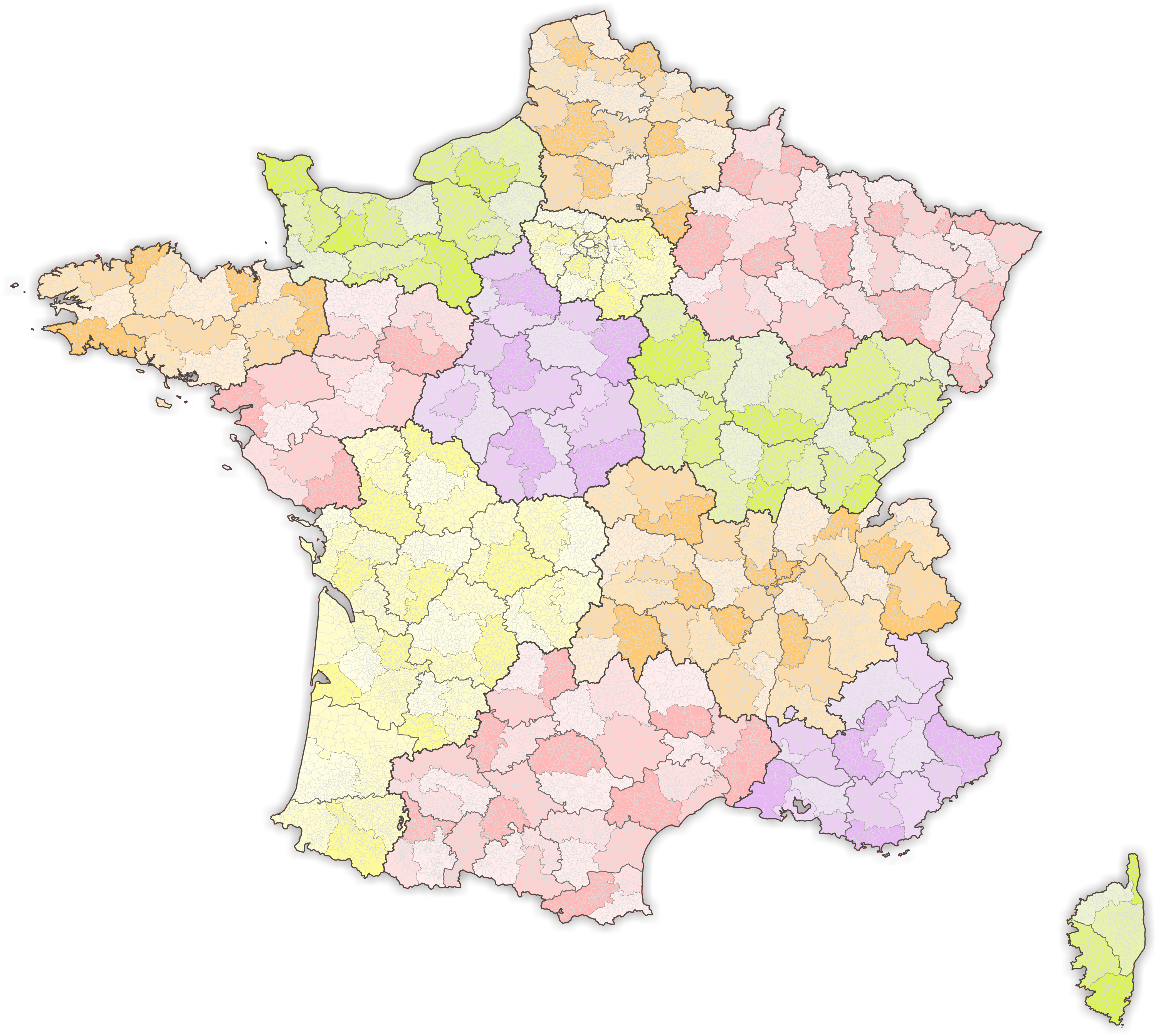
Карта французских округов

Округ (фр. arrondissement) во Франции — административно-территориальная единица, менее крупная, чем департамент. 101 департамент страны включает в общей сложности 342 округа, таким образом в среднем в один департамент входит по 3—4 округа. Столица округа называется в общем случае супрефектурой. Если же главный город округа является столицей департамента, он имеет статус префектуры.
В свою очередь, округа делятся на кантоны и коммуны. Следует различать округа и так называемые муниципальные округа, являющиеся административными единицами в составе таких городов, как Париж, Марсель и Лион.